# Empingmosdiertje
Het Empingmosdiertje  (Schizomavella linearis) is een mosdiertjessoort uit de familie van de Bitectiporidae. De wetenschappelijke naam van de soort is, als Lepralia linearis, voor het eerst geldig gepubliceerd in 1841 door Hassall.

## Beschrijving
Het Empingmosdiertje vormt grote korsten, soms met gedeeltelijk opgerichte lobben die lichtroze tot rood gekleurd zijn. In het begin bestaat een korst uit een enkele laag van individuen diertjes (zoïden), later ontwikkelen zich meer lagen. De zoïden, ongeveer 0,4 tot 0,7 mm groot, zijn vierkant en geheel verkalkt. Jonge zoïden hebben 2-4 stekels, maar verliezen deze op latere leeftijd.